# Marc de l'Alemanya Oriental
El marc de l'Alemanya Oriental (en alemany Mark der DDR), conegut popularment com a marc oriental o marc de l'est (Ostmark a l'Alemanya Occidental després de la reunificació), va ser la moneda oficial de la República Democràtica Alemanya en substitució del Reichsmark des de 1948 fins a la reunificació amb la República Federal d'Alemanya el 1990, en què fou substituïda pel marc alemany en termes paritaris, excepte les grans quantitats, que es canviaren a raó de 2 (o en alguns casos 3) marcs orientals per un de la RFA.
El nom oficial de la moneda fou Deutsche Mark (és a dir, «marc alemany») fins al 1964, Mark der Deutschen Notenbank («marc del Banc d'Emissió Alemany») fins al 1967 i Mark der DDR («marc de la RDA») a partir d'aquesta data, tot i que col·loquialment era conegut simplement com a Mark («marc»).
Un marc es dividia en 100 pfennige o penics. El símbol habitual del marc era M i el codi ISO 4217 era DDM. Era emès i controlat pel Banc Estatal de la RDA (Staatsbank der DDR).
A l'època del canvi al marc alemany, el 1990, en circulaven monedes d'1, 5, 10, 20 i 50 penics i d'1, 2, 5, 10 i 20 marcs, i bitllets de 5, 10, 20, 50, 100, 200 i 500 marcs.